# Џон Ензор Литлвуд
Џон Ензор Литлвуд (енгл. John Edensor Littlewood; Рочестер, 9. јун 1885 — Кембриџ, 6. септембар 1977) био је британски математичар, најпознатији по резултатима достигнутим у сарадњи са Годфријем Харолдом Хардијем.

## Биографија
Литлвуд је рођен 1885 у Рочестеру у Кенту. Био је син Едварда Торнтона Литлвуда и Силвије Акланд. Живео је уВинбергу у Кејптауну од 1892 до 1900 где је његов отац био директор. Његово неуобичајено средње име је девојачко презиме његове прапрабаке Саре Ензор, која се удала за Томаса Литлвуда. Похађао је школу Свети Павле у Лондону три године, где му је предавао Ф. С. Макули, сада познат по доприносу идеалној теорији. Студирао је на Колеџу Тринити на Кембриџу. Био је председник лондонског математичког друштва од 1941. године до 1943. године и био је награђен Де Моргановом медаљом 1938. године.

## Рад
Већи део Литлвудовог рада био је у пољу математичке анализе.
Он је сковао Литлвудов закон, по коме, појединац може очекивати да му се десе „чуда“ отприлике једном месечно.
Наставио је да пише радове у својим осамдесетим, нарочито у области аналитике, где ће настати теорија динамичног система.
Литлвуд је такође запамћен по момеорима A Mathematician's Miscellany (ново издање објављено 1986).
Литлвудова сарадња покрива поља Диофантова апроксимација и Варингов проблем. Други његови радови, сарађивао је са Рејмондом Пејлијем на Литлвуд-Пејли теорији у Фурије теорији, и са Кирилом Офордом на раду комбинаторике на насумичним сумама, у развоју која су отворила поља која су интензивно проучавали.
Радио је са Мери Кортрајт на проблему диференцијалних једначина: њихов рад је бацио у сенку теорију динамичних система.

### Сарадња са Хардијем
Литлвуд је много година сарађивао са Г. Х. Хардијем. Заједно су осмислили прву Харди-Литлвудову претпоставку, као и другу Харди-Литлвудову претпоставку.
Године 1947, предавач, дански математичар Харалд Бор је рекао, „Како бих илустровао обим Хардијевог и Литлвудовог рада током година признатих за лидере недавног енглеског математичког истраживања, могу рећи шта је један колега у шали рекао: 'У данашње време, постоје само 3 стварно велика енглеска математичара : Харди, Литлвуд, и Харди-Литлвуд.'"
 ‍: